# NGC 2730
NGC 2730 est une galaxie spirale barrée de type magellanique située dans la constellation du Cancer. NGC 2730 a été découverte par l'astronome allemand Albert Marth en 1864.

## Caractéristiques
Sa vitesse par rapport au fond diffus cosmologique est de41 ± 20 km/s, ce qui correspond à une distance de Hubble de 60,6 ± 4,3 Mpc (∼198 millions d'al).
La classe de luminosité de NGC 2730 est IV-V  et elle présente une large raie HI.
Selon la base de données Simbad, NGC 2730 est une radiogalaxie.

## Groupe de NGC 2749
NGC 2730 fait partie du groupe de NGC 2749. Les autres galaxies de ce groupe sont NGC 2738, NGC 2744, NGC 2749, NGC 2764, UGC 4773, UGC 4780 et UGC 4809. À ces galaxies, s'ajoute sans doute NGC 2737, car elle est fort probablement en interaction gravitationnelle avec NGC 2738.